# Gordon McKellen
Gordon Riley „Gordie“ McKellen Jr. (* 26. August 1953 in Reading, Pennsylvania) ist ein ehemaliger US-amerikanischer Eiskunstläufer, der im Einzellauf startete.
Der Weg zum Eiskunstläufer wurde McKellen schon früh von seinem Vater Gordon „Bud“ McKellen bereitet, der in den 1940er Jahren dem berühmten Eiskunstlauf-Duo „McKellen Brothers“ angehörte. Gordon wurde 1973 bis 1975 US-amerikanischer Meister. Er nahm von 1971 bis 1975 an allen Weltmeisterschaften teil. Bei seiner ersten Weltmeisterschaft wurde er Neunter und verbesserte sich in jedem Jahr um einen Platz, sodass er bei seiner letzten Weltmeisterschaft 1975 mit dem fünften Platz sein bestes Ergebnis erlief. Bei seinen einzigen Olympischen Spielen wurde er 1972 in Sapporo Zehnter.
McKellen war einer der ersten, die einen dreifachen Axel sprangen, allerdings nicht im Wettbewerb, sondern nur im Schaulaufen.
Er heiratete die US-amerikanische Eiskunstläuferin Kath Malmberg. Nach dem Rücktritt vom Wettkampfsport tourte McKellen mit Toller Cranstons The Ice Show.

## Ergebnisse
| Wettbewerb / Jahr                | 1971 | 1972 | 1973 | 1974 | 1975 |
| -------------------------------- | ---- | ---- | ---- | ---- | ---- |
| Olympische Winterspiele          |      | 10.  |      |      |      |
| Weltmeisterschaften              | 9.   | 8.   | 7.   | 6.   | 5.   |
| US-amerikanische Meisterschaften | 3.   | 3.   | 1.   | 1.   | 1.   |